# Tuna Mascarenhas
Antonina Mascarenhas Monteiro, nacida como Maria Antonina Pinto, conocida popularmente como Tuna Mascarenhas, (13 de junio de 1944-Praia, Cabo Verde, 9 de septiembre de 2009) fue una activista caboverdiana y científica de laboratorio médico. Fue primera dama de Cabo Verde de 1991 a 2001 durante el mandato de su esposo, el presidente António Mascarenhas Monteiro. Fundó la Fundação da Criança Cabo-verdiana para ofrecer servicios, como guarderías para criaturas pobres y para sus familias.

## Biografía
Se graduó en Química en la Universidad de Lovaina donde coincidió con su futuro marido, António Mascarenhas Monteiro. Tras finalizar sus estudios universitarios, regresó a Cabo Verde y trabajó en el Hospital Agostinho Neto, como funcionaria del Ministerio de Salud. Ella y su marido fueron activistas en el movimiento de independencia de Cabo Verde durante los años 1960 y 1970. Sin embargo, dejó el movimiento por discrepancias ideológicas.
En marzo de 1991 se convirtió en la segunda primera dama de Cabo Verde, al ser elegido su marido António presidente de Cabo Verde. Sin embargo, a pesar del nuevo cargo, mantuvo su puesto en el laboratorio de análisis clínicos del Hospital Agostinho Neto durante su estancia en el palacio presidencial. Mascarenhas fue una primera dama activa durante el tiempo que ocupó su cargo desde 1991 hasta 2001.
Fundó la Fundação da Criança Cabo-verdiana, que prestaba servicios sociales a criaturas pobres. Su fundación también ofertó servicio de guardería para criaturas, desde recién-nacidas hasta 3 años. Sin este centro, las mujeres muchas veces tenían pocos lugares donde llevar a sus criaturas pequeñas cuando encontraban empleo.
Tuna Mascarenhas tuvo tres criaturas Gamal, Marisa y Liliana. Murió tras una larga enfermedad en la ciudad de Praia en 2009, a los 65 años de edad.